# Einar Kristinn Guðfinnsson
Einar Kristinn Guðfinnsson (ur. 2 grudnia 1955 w Bolungarvíku) – islandzki polityk, minister rybołówstwa (2005–2007), minister rybołówstwa i rolnictwa (2007–2009), poseł do Althingu i jego przewodniczący w latach 2013–2016.

## Życiorys
Urodził się jako syn Guðfinnura Einarssona, prowadzącego lokalną firmę zajmującą się rybołówstwem, oraz Maríi K. Haraldsdóttir. Einar Kristinn Guðfinnsson ukończył w 1975 szkołę średnią w Ísafjörður, przez dwa lata pracował jako dziennikarz. W 1981 uzyskał licencjat z nauk politycznych na University of Essex. Przez dekadę zarządzał rodzinną firmą w Bolungarvíku. Działał w krajowych organizacjach rybackich.
Dołączył do Partii Niepodległości, był członkiem zarządu krajowego tego ugrupowania. W latach 80. okresowo wykonywał mandat deputowanego jako zastępca poselski. W 1991 po raz pierwszy został wybrany do Althingu. Z powodzeniem ubiegał się o reelekcję w kolejnych wyborach, zasiadając w islandzkim parlamencie do 2016. Podczas swojej kariery politycznej pracował w różnych komisjach parlamentarnych do spraw finansów, rolnictwa, spraw zagranicznych oraz spraw społecznych. W latach 2003–2005 przewodniczył frakcji poselskiej swojej partii. Był członkiem rządów, którymi kierowali Halldór Ásgrímsson i Geir Haarde. Pełnił funkcje ministra rybołówstwa (od września 2005 do maja 2007) oraz ministra rybołówstwa i rolnictwa (od maja 2007 do lutego 2009). W latach 2013–2016 sprawował urząd przewodniczącego Althingu.

## Odznaczenia
- Krzyż Komandorski Orderu Sokoła Islandzkiego (Islandia, 2014)[3]